# Stadio Malatya İnönü
Lo stadio Malatya İnönü (in turco Malatya İnönü Stadı) è stato uno stadio polisportivo situato nella provincia di Malatya, in Turchia.
Intitolato al politico turco İsmet İnönü, ha ospitato le partite di calcio del Malatyaspor e dello Yeni Malatyaspor. È stato demolito nel novembre 2018.